# Teoria dell'affidabilità
La teoria dell'affidabilità si sviluppò separatamente dalla corrente principale della probabilità e della statistica. Era originalmente uno strumento per aiutare le assicurazioni marittime del diciannovesimo secolo e le società di assicurazione sulla vita a calcolare percentuali remunerative dei premi da addebitare ai loro clienti. Anche oggi, i termini "Tasso di guasto" e "tasso di rischio" sono usati spesso intercambiabilmente.
La rottura di un mezzo meccanico, come, ad esempio, barche, treni e macchine, è in vari modi simile alla vita o alla morte di organismi biologici. Modelli statistici appropriati per ciascuno di questi eventi sono generalmente detti modelli attuariali. La morte o la rottura sono definite eventi e lo scopo è quello di progettare o prevedere la realizzazione degli eventi in una data popolazione o la probabilità di un evento per un determinato individuo.
Quando l'affidabilità viene vista dalla prospettiva di un cliente di una tecnologia o di un servizio, le effettive misure di affidabilità possono differire enormemente dall'affidabilità percepita. Una cattiva esperienza può essere ingrandita nella mente del cliente, gonfiando l'inaffidabilità percepita del prodotto. Un aereo che cade causando la morte di centinaia di passeggeri instillerà immediatamente paura in una grossa percentuale di clienti di compagnie aeree, indipendentemente dalle effettive informazioni sull'affidabilità riguardo alla sicurezza dei viaggi aerei.

### Testi di carattere interdisciplinare
- S.B. Blanchard, Design and Manage to Life Cycle Cost, Forest Grove, Weber System, 1978.
- S.B. Blanchard, Logistics Engineering and Management, 4ª ed., Englewood Cliffs, New Jersey, Prentice-Hall, Inc., 1992.
- S.B. Blanchard, Maintainability: A Key to Effective Serviceability and Maintenance Management, New York, John Wiley & Sons Inc., 1995.
- E. Cescon, M. Sartor, La Failure Mode and Effect Analysis (FMEA), Milano, Il Sole 24 ore, 2010, ISBN 978-88-6345-130-6.
- R. Denney, Succeeding with Use Cases: Working Smart to Deliver Quality, Addison-Wesley Professional Publishing, 2005.
- C.E. Ebeling, An Introduction to Reliability and Maintainability Engineering, Boston, McGraw-Hill Companies, Inc., 1997.
- K.C. Kapur, L.R. Lamberson, Reliability in Engineering Design, New York, John Wiley & Sons, 1977.
- L. Leemis, Reliability: Probabilistic Models and Statistical Methods, Prentice-Hall, 1995, ISBN 0-13-720517-1.
- P. D. T. O'Connor, Practical Reliability Engineering, 4ª ed., New York, John Wiley & Sons, 2002.
- J.D. Patton, Maintanability and Maintenance Management, North Carolina, Instrument Society of America, Research Triangle Park, 1998.
- M. Broccoletti, Gli strumenti della Qualità, http://www.lulu.com, 2013.
- E. Grassani L'errore come causa di infortunio  2022  Editoriale Delfino Milano 2022, ISBN 978-88-31221-68-9

### Testi specifici per il campo dell'edilizia
- AA. VV., La qualità edilizia nel tempo, Milano, Hoepli, 2003.
- Bruno Daniotti, Durabilità e manutenzione in edilizia, Torino, UTET, 2012.
- Vittorio Manfron, Qualità e affidabilità in edilizia, Milano, Franco Angeli, 1995.
- UNI, UNI 11156-1, Valutazione della durabilità dei componenti edilizi. Terminologia e definizione dei parametri di valutazione, 2006.
- UNI, UNI 11156-2, Valutazione della durabilità dei componenti edilizi. Metodo per la propensione all’affidabilità, 2006.
- UNI, UNI 11156-3, Valutazione della durabilità dei componenti edilizi. Metodo per la valutazione della durata (vita utile), 2006.